# Connect-R
Connect-R (nume real: Ștefan  Mihalache, n. 9 iunie 1982, București, Republica Socialistă România) este un cântăreț de hip hop, dance, pop și actor român de etnie romă.

## Biografia și cariera
Ștefan Relu Mihalache a studiat la școala nr. 171 „Petre Ispirescu”. Artistul și-a început cariera la vârsta de 8 ani ca dansator în grupul „Primăvara”. De la vârsta de 15 ani, hip-hopul a devenit una dintre marile pasiuni ale lui Connect-R.  A fost membrul trupei Giganzii, fondată în 1997. Atunci a intrat prima oară într-un studio, cu ocazia înregistrării primei sale piese, „Observ”.
În 1999 a lansat o nouă piesă numită „Operație pe suflet deschis”, care a ajuns pe locul 2 în top 50 la Radio Contact.
În 2000, Connect-R a colaborat strâns cu fondatorii Veritasaga; Jivago, Preaetor și Dribbler; dar a ales calea muzicii comerciale în detrimentul hip-hop-ului underground.
Prima colaborare cu un nume mare din show-bizul românesc a fost pentru melodia „Fără nume” a trupei R.A.C.L.A..
A făcut un pas înainte în cariera sa muzicală în 2006, stabilind un record impresionant: în acel an el a fost primul rapper care a evoluat pe scena Eurovisionului. Împreună cu Arsenie Toderaș, a reprezentat atunci Republica Moldova în marea finală cu piesa „Loca”.
Seria de recorduri nu s-a oprit aici, Connect-R fiind singurul artist care a avut 6 piese simultan în playlistul Radio 21.
Connect-R lansează albumul Dacă dragostea dispare în anul 2007, iar în octombrie 2008 lansează videoclipul celui de-al doilea single extras de pe album: „Nu-ți pierde dragostea”.
Anul 2009 a lansat piesele „Burning Love” și „Murderer”. Connect-R a colaborat cu Loredana pentru piesele serialelor de la Acasă TV: ”Șatra În Asfințit” și ”Regina”.
În 2010 a participat la Selecția Națională pentru Eurovision împreună cu Anda Adam cu piesa „Surrender”. În acest an a câștigat premiul „Best Song” la concursul RMA! În același an a înființat casa de producție Rappin’ On Production, făcând echipă cu Chris Mayer și Nick Kamarera.
În 2011 a ajuns în Top 100 2011 la radio, cu „Americandrim” de Puya, featuring Connect-R.
În 2012 creează hitul verii, numit Vara nu dorm, care s-a menținut pe primele locuri timp de 22 de săptămâni. În același an creează și piesa „Love Is The Way”. În același an apare al doilea album al artistului intitulat „From Nothing to Something” lansat de casa de discuri Roton cu sprijinul ziarului Libertatea. Albumul se putea găsi împreună cu ziarul Libertatea.
În 2013 a creat un nou hit al verii anului 2013 „Dă-te-n dragostea mea”.
În 2021 Connect-R a participat la Asia Express, împreună cu Shift, aceștia fiind ulterior eliminați în Turcia, în orașul Isparta Cappadocia, terminând competiția pe locul 8.

## Discografie

### Albume de studio
- Dacă dragostea dispare (2007)
- From Nothing to Something (2012)
- Drăgostit (2016)

### Mixtape-uri
- Înapoi la zero (2021)

### Discuri single
| An   | Disc single                                                  | Poziție maximă | Album                             |
| An   | Disc single                                                  | RO             | Album                             |
| ---- | ------------------------------------------------------------ | -------------- | --------------------------------- |
| 1998 | „Observ” (în colaborare cu Bull-Dog)                         | -              | Fără album                        |
| 1999 | „Operație pe suflet deschis” (în colaborare cu Bull-Dog)     | -              | Fără album                        |
| 2004 | „O Lacrima Pentru Pamant” (în colaborare cu Rimaru)          | -              | DEXteritate                       |
| 2005 | „2 in 1” (în colaborare cu Rimaru & Dee)                     | -              | DEXteritate                       |
| 2005 | „Spune-mi Cine” (în colaborare cu Simona Nae)                | -              | Fără album                        |
| 2006 | „Doar Tu” (în colaborare cu Mandinga)                        | -              | Fără album                        |
| 2006 | „Dragoste la Prima Vedere” (în colaborare cu Alex Velea)     | -              | Yamasha                           |
| 2006 | „Loca” (în colaborare cu Arsenie & Natalia Gordienko)        | -              | Fără album                        |
| 2007 | „Dacă dragostea dispare” (în colaborare cu Alex Velea)       | ?              | Dacă dragostea dispare            |
| 2007 | „Șatra În Asfințit” (în colaborare cu Loredana)              | -              | Inimă de țigan (OST)              |
| 2008 | „Nu-ți pierde dragostea”                                     | ?              | Dacă dragostea dispare            |
| 2008 | „Sunshine” (în colaborare cu DJ Sava)                        | -              | Fără album                        |
| 2008 | „Regina” (în colaborare cu Loredana)                         | -              | Regina (OST)                      |
| 2009 | „Burning Love”                                               | 3              | From Nothing to Something         |
| 2009 | „Murderer”                                                   | ?              | From Nothing to Something         |
| 2010 | „The Reason” (în colaborare cu DJ Sava)                      | -              | Fără album                        |
| 2010 | „Still” (în colaborare cu Chris Mayer)                       | ?              | Fără album                        |
| 2010 | „I Like The Trumpet” (în colaborare cu DJ Sava & Raluka)     | -              | Fără album                        |
| 2010 | „Americandrim” (în colaborare cu Puya)                       | -              | Fără album                        |
| 2011 | „Love You” (în colaborare cu DJ Sava & Raluka)               | -              | Fără album                        |
| 2011 | „Ring the Alarm”                                             | 7              | From Nothing to Something         |
| 2011 | „Take It Slow”                                               | ?              | From Nothing to Something         |
| 2012 | „Vara nu dorm”                                               | 1              | Fără album                        |
| 2012 | „Love Is the Way”                                            | 4              | Fără album                        |
| 2013 | „Noi ne potrivim”                                            | -              | Fără album                        |
| 2013 | „Bagă Bani” (în colaborare cu Puya & Don Baxter)             | -              | Maidanez                          |
| 2013 | „Aroma” (în colaborare cu DJ Sava & Raluka)                  | -              | Fără album                        |
| 2013 | „Dă-te-n dragostea mea”                                      | -              | Fără album                        |
| 2014 | „Of Corso” (în colaborare cu Corina)                         | -              | Fără album                        |
| 2014 | „Tren de noapte”                                             | -              | Fără album                        |
| 2014 | „Aer” (în colaborare cu DJ Sava & Raluka)                    | -              | Fără album                        |
| 2014 | „Ce poveste” (în colaborare cu Mandinga)                     | -              | Fără album                        |
| 2014 | „Modele” (în colaborare cu Cedry2k & Sisu Tudor)             | -              | Sfinții închisorilor              |
| 2014 | „Când” (în colaborare cu Cedry2k)                            | -              | Sfinții închisorilor              |
| 2014 | „Rece ca decembrie”                                          | -              | Fără album                        |
| 2015 | „Te strig” (în colaborare cu DJ Sava & Misha)                | -              | Fără album                        |
| 2015 | „Bagă mare” (în colaborare cu Shift)                         | -              | Fără album                        |
| 2015 | „Vara si vagabondul” (în colaborare cu Adi Cristescu)        | -              | Fără album                        |
| 2015 | „Mare Căldură” (în colaborare cu Pacha Man)                  | -              | Fără album                        |
| 2015 | „Bani cu dobândă” (în colaborare cu Cortes)                  | -              | Fără album                        |
| 2015 | „Mai mult decât magic” (în colaborare cu Cedry2k & Deliric)  | -              | Romania furata                    |
| 2016 | „Drăgostit” (în colaborare cu Obie)                          | -              | Fără album                        |
| 2016 | „Se poartă vara” (în colaborare cu Nicole Cherry)            | -              | Fără album                        |
| 2016 | „Lele Song” (în colaborare cu DJ Sava)                       | -              | Fără album                        |
| 2016 | „Scrum” (în colaborare cu Killa Fonic)                       | -              | Fără album                        |
| 2016 | „Dama de Pica” (în colaborare cu Shift)                      | -              | Fără album                        |
| 2017 | „Curaj” (feat. La Familia)                                   | -              | Codul Bunelor Maniere             |
| 2017 | „Cearta arta” (feat. Feli)                                   | -              | Fără album                        |
| 2017 | „Semne” (feat. Andra)                                        | -              | Fără album                        |
| 2017 | „What It Is!”                                                | -              | Fără album                        |
| 2017 | „Geneza” (feat. Cortes)                                      | -              | Fără album                        |
| 2018 | „Adio” (feat. Antonia)                                       | -              | Fără album                        |
| 2018 | „Vrăjitori” (feat. Elianne)                                  | -              | Fără album                        |
| 2018 | „Vinovat” (Special Guest Misha)                              | -              | Fără album                        |
| 2018 | „Ma bate inima” (feat. Elianne)                              | -              | Fără album                        |
| 2018 | „Print si cersetor” (feat. Sonny Flame)                      | -              | Fără album                        |
| 2018 | „Încredere”                                                  | -              | Fără album                        |
| 2019 | „Conectat cu Universul (feat. El Nino)                       | -              | Dragoste și pasiune pentru muzică |
| 2019 | „Perfect”                                                    | -              | Fără album                        |
| 2019 | „Mulțumesc”                                                  | -              | Fără album                        |
| 2019 | „Independența”                                               | -              | Înapoi la zero                    |
| 2020 | „Muzica” (feat. Amuly)                                       | -              | Blindat                           |
| 2020 | „N-ai Fost Acolo” (feat. A-Mill)                             | -              | Fără album                        |
| 2020 | „Celosa” (feat. Mandinga)                                    | -              | Fără album                        |
| 2020 | „Totul sau nimic” (feat. Sisu Tudor)                         | -              | Fără album                        |
| 2020 | „Drogul meu neinterzis” (feat. Nane)                         | -              | Înapoi la zero                    |
| 2020 | „J Cole” (feat. Criss Blaziny & Bvcovia)                     | -              | Poetul Mării                      |
| 2020 | „Am sosul ala”                                               | -              | Înapoi la zero                    |
| 2020 | „De vorbă cu mine” (feat. Randi)                             | -              | Înapoi la zero                    |
| 2020 | „Rude Boy”                                                   | -              | Fără album                        |
| 2020 | „Inapoi la Zero” (feat. Liviu Teodorescu & Cedry2k)          | -              | Înapoi la zero                    |
| 2020 | „Imi Pare Rau” (feat. Phunk B)                               | -              | Înapoi la zero                    |
| 2020 | „Magia de Craciun” (feat. Nico)                              | -              | Fără album                        |
| 2021 | „Nonsalant” (feat. Amuly)                                    | -              | Înapoi la zero                    |
| 2021 | „Rock 'N Rool” (feat. Shift)                                 | -              | Fără album                        |
| 2021 | „Cantareti de Karaoke” (feat. BRUJA)                         | -              | Înapoi la zero                    |
| 2021 | „Culoare”                                                    | -              | Înapoi la zero                    |
| 2021 | „Putere” (feat. Matteo)                                      | -              | Fără album                        |
| 2021 | „Rita” (feat. Smiley)                                        | -              | Fără album                        |
| 2021 | „To The Max” (feat. Bruja)                                   | -              | Fără album                        |
| 2021 | „Plec Departe'' (feat. Shift)                                | -              | Fără album                        |
| 2021 | „Low Key'' (feat. Nalani)                                    | -              | Fără album                        |
| 2022 | „Contagios''                                                 | -              | Fără album                        |
| 2022 | „VagaBond'' (feat. Andres Chiriac)                           | -              | Fără album                        |
| 2022 | „Mă îmbracă în cuvinte'' (feat. Raisa)                       | -              | Fără album                        |
| 2022 | „Shaii Remix” (feat. Nane & Tranda)                          | -              | Fără album                        |
| 2022 | „Polițai'' (feat. Johny Romano)                              | -              | Fără album                        |
| 2022 | „Umbre'' (feat. Mario Fresh)                                 | -              | Fără album                        |
| 2022 | „Jamaica'' (feat. DJ Sava)                                   | -              | Fără album                        |
| 2022 | „Shhh... 🤫 ''                                               | -              | Fără album                        |
| 2022 | „Una'' (feat. Emilian)                                       | -              | Fără album                        |
| 2022 | „Catarina'' (feat. Damian Drăghici & Irina Rimes)            | -              | Fără album                        |
| 2022 | „Supertare'' (feat. Alina Eremia)                            | -              | Fără album                        |
| 2022 | „Bachata'' (feat. Sonny Flame & Baroc)                       | -              | Fără album                        |
| 2022 | „Iasomnie'' (feat. Johny Romano)                             | -              | Fără album                        |
| 2022 | „Rugăciune 2'' (feat. Cedry2k)                               | -              | Fără album                        |
| 2022 | „Mulțumesc'' (feat. Amuly & Samurai)                         | -              | Portal                            |
| 2022 | „I'm A Boss'' (feat. Kamelia & Nosfe)                        | -              | Fără album                        |
| 2022 | „Acasă''                                                     | -              | Fără album                        |
| 2022 | „Cât mi-e de dor'' (feat. Ștefan Bănică)                     | -              | Fără album                        |
| 2023 | „Dincolo De Ea'' (feat. Johny Romano)                        | -              | Fără album                        |
| 2023 | „Lasă-mă Să Te...'' (feat. Raluka)                           | -              | Fără album                        |
| 2023 | „Mă Rog'' (feat. Nosfe)                                      | -              | Underdog                          |
| 2023 | „Trag La Tine'' (feat. Liviu Teodorescu)                     | -              | Fără album                        |
| 2023 | „Băieți Deștepți'' (feat. Johny Romano)                      | -              | Băieți Deștepți OST               |
| 2023 | „Am O Vorba'' (feat. Johny Romano & Narcis de la Barbulesti) | -              | Fără album                        |
| 2023 | „Fără Te Merau'' (feat. Delia)                               | -              | FLEX                              |
| 2023 | „Nu înseamnă nu'' (feat. Vlad Flueraru)                      | -              | Fără album                        |
| 2023 | „Vise La Plic''                                              | -              | Fără album                        |
| 2023 | „Un simplu om'' (feat. Bvcovia & Vlad Dobrescu)              | -              | Vise Lucide                       |
| 2024 | „Număr zilele'' (feat. DJ Sava & Adriana Onci)               | -              | Fără album                        |
| 2024 | „Angela''                                                    | -              | Fără album                        |
| 2024 | „Pot să fiu'' (feat. OG Eastbull)                            | -              | Cel mai frumos show               |
| 2024 | „That Thing'' (feat. Raluka)                                 | -              | Fără album                        |
| 2024 | „De Tine'' (feat. Cortes)                                    | -              | Fără album                        |
| 2024 | „Pe Repeat'' (feat. Raluka & Johny Romano)                   | -              | Fără album                        |

## Implicare civică
După 2010 Connect-R și-a asumat public etnia de rom și s-a implicat în activități de încurajare a tinerilor romi. În 2022, în cadrul unui proiect susținut de Administrația Fondului Cultural Național (AFCN) și implementat de Asociația Cu Alte Cuvinte, viața lui Ștefan Mihalache a fost povestită într-o carte pentru copii scrisă de Francisca Călin, pe baza interviului realizat de Răzvan Tescovină și Teodora Borcoi, cu ilustrații de József Vass.